# Tyto furcata bargei
Tyto furcata bargei  (лат.) — хищная птица семейства сипуховых.

## Описание

### Внешний вид
Средняя длина птиц — примерно 29 см.
Небольшая сипуха без «ушек»-пучков, с короткими крыльями и коротким хвостом. Верхняя часть тела окрашена в жёлто-коричневый цвет с вкраплениями охристого и тёмно-золотого; на маховых и хвостовых перьях видны чёткие тёмные полосы. Белый лицевой диск очерчен узкой полоской из жёлто-охристых перьев, белый цвет вокруг тёмно-карих глаз постепенно перетекает в светлую охру. Клюв цвета слоновой кости. Нижняя белая часть испещрена тёмными крапинами. Сравнительно длинные ноги блеклого серого оттенка, с тёмно-коричневыми когтями.

### Голос
Издаёт резкие визгливые крики. Пощёлкивающие звуки, издаваемые совой в полете, возможно, являются эхолокацией.

### Отличия от других видов
Единственный представитель рода Tyto на острове, сипуха Кюрасао гораздо мельче аллопатрической американской сипухи; безымянный вид, проживающий на острове Бонайре, крупнее Tyto alba bargei, его ноги, торс и клюв также длиннее. Схожая размерами, но отделённая географически, сипуха Малых Антильских островов является обладательницей тёмного оперения с коричневым низом и темно-серой вуалью на спине и крыльях.

## Распространение

### Ареал
Эндемик острова Кюрасао, входящего в состав Нидерландских Антильских островов. Во время посещения острова в 1989 году было найдено всего 40 пар, что делает вид крайне уязвимым.

### Места обитания
Предпочитает прятаться в горных районах с непроходимыми чащами и пещерами, но может поселиться и на полуоткрытой местности, в старых зданиях и развалинах.

### Систематика
Таксономия вида неопределённа; формально рассматривается как подвид Tyto alba. Монотипичен. Рассматривается также как подвид Tyto furcata.

## Питание
Кормится мелкими млекопитающими, включая летучих мышей, а также рептилиями, некрупными птицами и большими насекомыми. Ловит добычу как в полёте, так и с насеста.